# Simone Zanon
Simone Zanon (ur. 30 maja 1975) – włoski lekkoatleta, specjalizujący się w biegach długodystansowych. 
Medalista Letniej Uniwersjady (1997) oraz Młodzieżowych Mistrzostw Europy (1997). Dwukrotny mistrz Włoch w biegu na 5000 metrów. 

## Osiągnięcia
- Letnia Uniwersjada, Katania 1997
  - złoty medal – bieg na 5000 m
- Młodzieżowe Mistrzostwa Europy, Turku 1997
  - złoty medal – bieg na 5000 m
- Mistrzostwa Włoch[1]
  - 2 złote medale – bieg na 5000 m (1997, 2005)

## Rekordy życiowe
- bieg na 1500 metrów
  - stadion – 3:44,7 (1998)
  - hala – 3:52,50 (2005)
- bieg na 3000 metrów
  - stadion – 7:46,47 (1999)
  - hala – 3000 (2004)
- bieg na 5000 metrów
  - stadion – 13:22,48 (1999)
- bieg na 10 000 metrów
  - stadion – 27:56,65 (1999)